# Rallye Olympus 1987
Le Rallye Olympus 1987 (22nd Toyota Olympus Rally), disputé du 26 au 29 juin 1987, est la cent-soixantième-septième manche du championnat du monde des rallyes (WRC) courue depuis 1973 et la septième manche du championnat du monde des rallyes 1987.

## Classement général
| Pos | No | Pilote             | Copilote                | Voiture             | Temps           | Écart         | Groupe |
| --- | -- | ------------------ | ----------------------- | ------------------- | --------------- | ------------- | ------ |
| 1   | 3  | Juha Kankkunen     | Juha Piironen           | Lancia Delta HF 4WD | 5 h 59 min 24 s |               | A      |
| 2   | 6  | Massimo Biasion    | Tiziano Siviero         | Lancia Delta HF 4WD | 5 h 59 min 36 s | + 12 s        | A      |
| 3   | 1  | Markku Alén        | Ilkka Kivimäki          | Lancia Delta HF 4WD | 6 h 00 min 06 s | + 42 s        | A      |
| 4   | 10 | Rod Millen         | John Bellefleur         | Mazda 323 4WD       | 6 h 11 min 12 s | + 11 min 48 s | A      |
| 5   | 14 | Paolo Alessandrini | Alessandro Alessandrini | Lancia Delta HF 4WD | 6 h 14 min 05 s | + 14 min 41 s | A      |
| 6   | 4  | Björn Waldegård    | Fred Gallagher          | Toyota Supra        | 6 h 17 min 26 s | + 18 min 02 s | A      |
| 7   | 16 | Jorge Recalde      | Jorge Del Bueno         | Lancia Delta HF 4WD | 6 h 23 min 07 s | + 23 min 43 s | A      |
| 8   | 9  | Shekhar Mehta      | Yvonne Mehta            | Nissan 200SX        | 6 h 24 min 46 s | + 25 min 22 s | A      |
| 9   | 11 | Per Eklund         | Dave Whittock           | Nissan 200SX        | 6 h 25 min 03 s | + 25 min 39 s | A      |
| 10  | 20 | Clive Smith        | Harry Ward              | Toyota Corolla GT   | 6 h 55 min 06 s | + 35 min 42 s | A      |